# هيسبانيا أوليتير

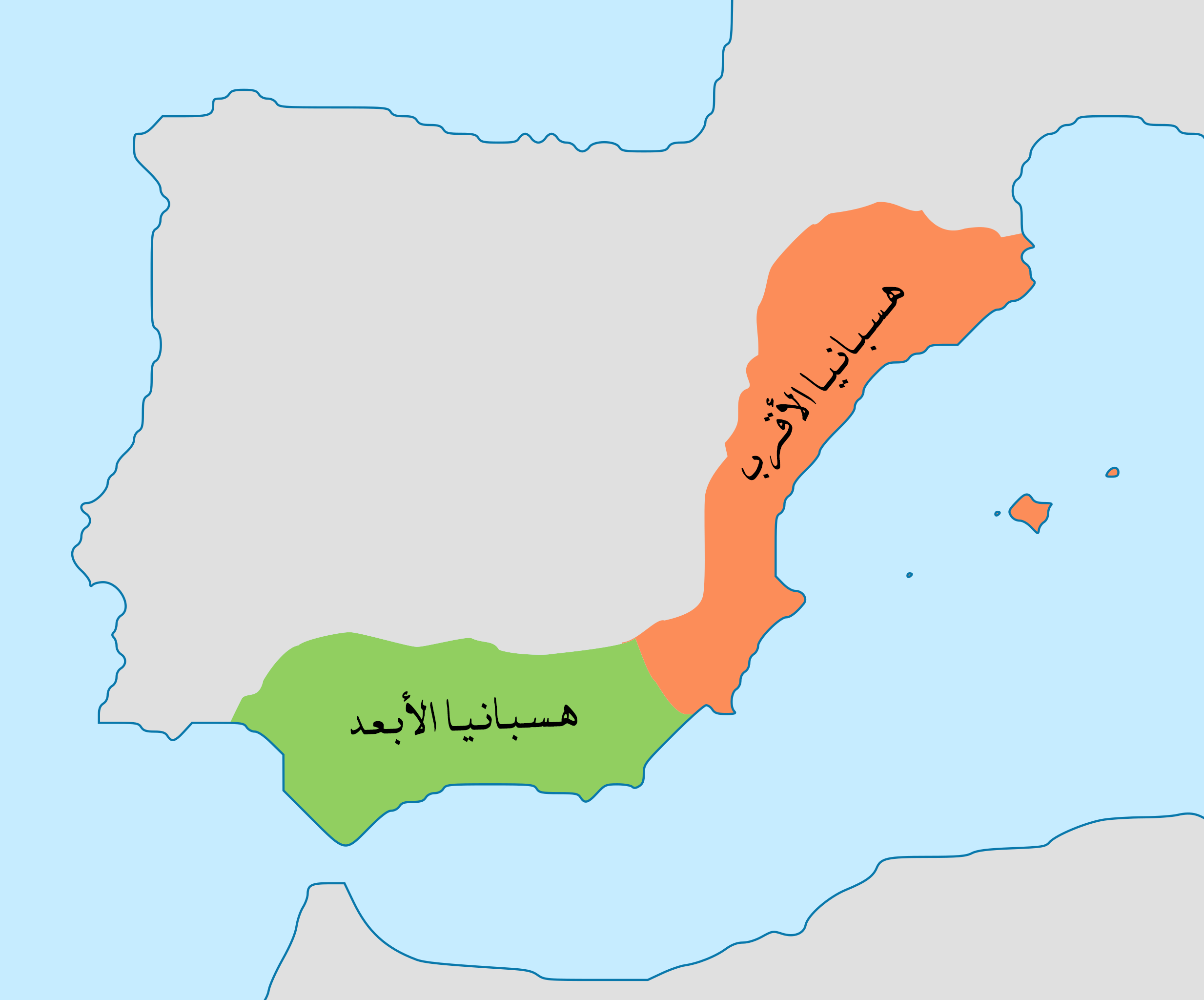
المقاطعات الرومانية هسبانيا الأقرب (سيتيريور) والأبعد (أوليتير).

هسبانيا أوليتير («هسبانيا الأبعد») منطقة من هسبانيا خلال الجمهورية الرومانية، وتقع تقريبًا في هسبانيا بايتيكا وفي الوادي الكبير بإسبانيا الحديثة وتمتد إلى جميع Lusitania (الحديثة البرتغال، إكستريمادورا وجزء صغير من مقاطعة سالامانكا) وغالايسيا (شمال البرتغال الحديثة وجاليسيا ). عاصمتها قرطبة. شمالًا كانت مقاطعة هسبانيا سيتيريور («هسبانيا الأقرب»)، سميت على هذا النحو لأنها كانت قريبة من روما.

## الآثار الرومانية على هيسبانيا
كان من المقرر أن يحكم كل مقاطعة بريتور. تم إدخال أعضاء النخبة القبلية في هسبانيا إلى الطبقة الأرستقراطية الرومانية وسمح لهم بالمشاركة في حكمهم. الإمبراطور الروماني تراجان وهادريان وثيودوسيوس الأول ولدوا جميعًا في هيسبانيا. تم منح اللاتيفونيا الرومانية لأعضاء الأرستقراطية في جميع أنحاء المنطقة. 